# Temistocle Solera

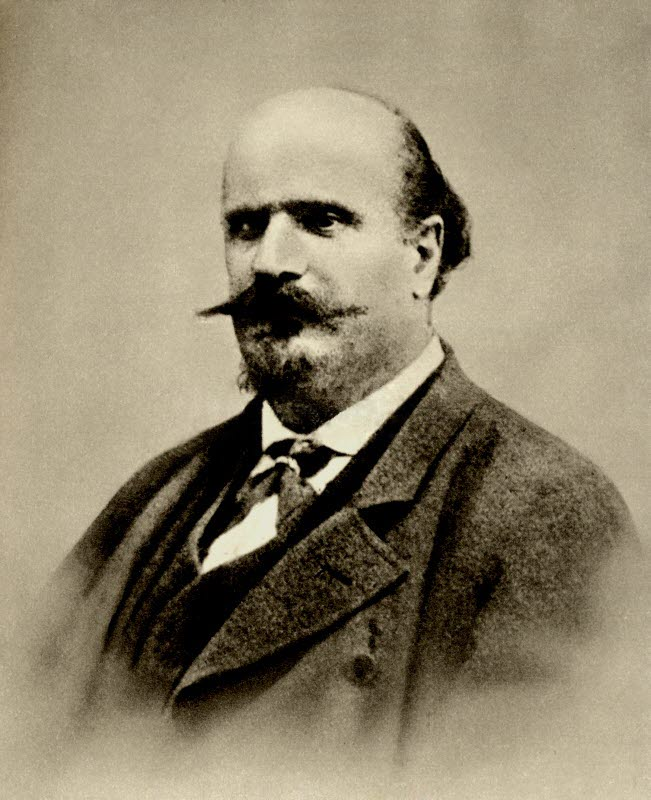
Temistocle Solera (1815-1878)

Temistocle Solera (n. 25 decembrie 1815 în Ferrara – d. 21 aprilie 1878 în Milano) a fost un poet, compozitor și libretist italian. El a scris între anii 1839 și 1846 libretele următoarelor 5 opere ale lui Giuseppe Verdi: 
- Oberto, conte di San Bonifacio
- Nabucco
- I Lombardi alla prima crociata
- Giovanna d'Arco
- Attila